# Max Alvarado
Gerardo Maximo Teodosio, meglio noto con il nome d'arte di Max Alvarado, (Manila, 19 febbraio 1929 – Metro Manila, 6 aprile 1997), è stato un attore filippino.
Noto per i suoi ruoli di cattivo, nella sua carriera durata quasi un cinquantennio ha spesso recitato come antagonista di Fernando Poe.

## Filmografia parziale
- 1949 Kayumangi [Première]
- 1949 Halik sa Bandila [Première]
- 1951 Sisa [Première]
- 1952 Sandino [Manuel Vistan Jr.]
- 1952 Sawa sa Lumang Simboryo [Première]
- 1955 Dakilang Hudas [People's]
- 1955 7 Maria [Larry Santiago]
- 1956 Desperado [People's]
- 1956 Lo-Waist Gang [Larry Santiago]
- 1956 Huling Mandirigma [People's]
- 1956 Mrs. Jose Romulo [Larry Santiago]
- 1957 Maskara [Première]
- 1957 Kamay ni Cain [People's]
- 1957 Bicol Express [Première]
- 1957 Kalibre .45 [Première]
- 1957 Pusakal [People's]
- 1958 Pepeng Kaliwete [Première]
- 1958 Sta. Rita de Casia [Première]
- 1958 Mga Liham kay Tia Dely [Larry Santiago]
- 1958 Jeepney Rock [Spotlight]
- 1958 Glory at Dawn [PMP]
- 1958 4 na Pulubi [Larry Santiago]
- 1961 Matapang sa matapang
- 1980 Ang Panday